# Hijos Del Monte
 (août 2024).
Si vous disposez d'ouvrages ou d'articles de référence ou si vous connaissez des sites web de qualité traitant du thème abordé ici, merci de compléter l'article en donnant les références utiles à sa vérifiabilité et en les liant à la section « Notes et références ».
Hijos Del Monte, est une telenovela chilienne diffusée en 2008-2009 par TVN.

## Acteurs et personnages

### Acteurs principaux
- María Elena Swett : Paula del Monte
- Jorge Zabaleta : Juan del Monte
- Mónica Godoy  : Julieta Millán
- Francisco Pérez-Bannen : José del Monte
- Cristián Arriagada : Pedro del Monte
- Matías Oviedo : Gaspar del Monte
- Andrés Reyes : Lucas del Monte
- Coca Guazzini : Sofía Cañadas
- Fernanda Urrejola : Beatriz Pereira
- Claudio Arredondo : Efraín Mardones
- Jaime Vadell : Miguel Millán
- Maricarmen Arrigorriaga : Blanca Cifuentes
- Antonia Santa María : Consuelo Millán
- Juanita Ringeling : Rosario Millán
- Edgardo Bruna : Eleuterio Mardones
- Ana Reeves : Berta Soto
- Celine Reymond : Guadalupe "Lupe" Mardones #1
- Begoña Basauri : Guadalupe "Lupe" Mardones #2
- Fernando Farías : Modesto Mardones
- Cristián Riquelme : Johnny Delgado
- Nicolás Poblete : Amador Cereceda

### Participations spéciales
- Luis Alarcón : Emilio del Monte
- Peggy Cordero : Clarissa Serrano
- Patricio Strahovsky : Gustavo Valdés
- Schlomit Baytelman : Rosa Miranda
- Ana Luz Figueroa : Psicóloga Martínez
- Gloria Canales : Carmen Cereceda
- Álvaro Espinoza : Esteban Montero
- Sebastián Goya
- Ernesto Gutiérrez
- Tonka Tomicic : Elle-même
- Felipe Camiroaga : Lui-même
- Francisco Melo
- Rommy Salinas

## Émissions dans d'autres pays
- TVN: Lundi à vendredi aux 20h00 (2 septembre 2008-10 mars 2009)
- TV Chili (Amérique Latine)
- Vive! HD
- FDF
- Canal 10
- bTV
- Viva Platina
- Vision Drama 2
- Imedi TV

## Autres versions
- Los herederos del Monte (Telemundo, 2011), avec Mario Cimarro et Marlene Favela.
- Belmonte (TVI, 2013), avec Filipe Duarte, João Belmonte, Graziella Schmitt, Paula Belmonte, João Catarré, José Belmonte, Marco D'Almeida, Carlos Belmonte, Diogo Amaral, Pedro Belmonte, Lourenço Ortigão, Lucas Belmonte.
- Al Ikhwa (Abu Dhabi Media, 2014), avec Taym Hassan, Bassel Khayat, Amal Bouchoucha, Nadine ElRassi et Carmen Lebbos.
- La herencia (Televisa, 2022), avec Michelle Renaud, Matías Novoa, Emmanuel Palomares, Mauricio Henao, Daniel Elbittar et Juan Pablo Gil.